# А̄
А̄, а̄ (a z makronem) – litera cyrylicy powstała od łacińskiego ā.
Litera ta używana jest w dialekcie wyspy Beringa języka aleuckiego, a także w językach: mansyjskim, orokańskim i ulczyjskim.

## Kodowanie
| Forma     | Wygląd | Części składowe | Części składowe | Kodowanie     |
| --------- | ------ | --------------- | --------------- | ------------- |
| majuskuła | А̄      | U+0410 A        | U+0304 ◌̄        | U+0410 U+0304 |
| minuskuła | а̄      | U+0430 а        | U+0304 ◌̄        | U+0430 U+0304 |